# True Blue
True Blue – trzeci album studyjny Madonny. Został wydany 30 czerwca 1986 roku.
Madonna zadedykowała ten album swojemu ówczesnemu mężowi – Seanowi Pennowi – „najbardziej odlotowemu facetowi we wszechświecie”.
Na okładce pierwszego wydania albumu widniało jedynie zdjęcie piosenkarki, jednak jego kolejne edycje, ze względów komercyjnych, zostały opatrzone napisem – imieniem piosenkarki i tytułem albumu. Okładka w swojej początkowej formie pojawiła się ponownie przy zremasterowanej wersji.
Płyta, według informacji podanej w czerwcu 2008 roku przez włoski dziennik Corriere della Sera, sprzedała się na całym świecie w ilości 24 mln egzemplarzy (w tym 8 mln w USA).

## Lista utworów
| #  | Tytuł | Czas |
| -- | --- | ---- |
| 1. | „Papa Don’t Preach” Autor: Brian Elliot, Madonna Ciccone Producent: Madonna, Stephen Bray                                   | 4:29 |
| 2. | „Open Your Heart” Autor: Madonna Ciccone, Gardner Cole, Peter Rafelson Producent: Madonna, Patrick Leonard                  | 4:13 |
| 3. | „White Heat” Autor: Madonna Ciccone, Patrick Leonard Producent: Madonna, Patrick Leonard                                    | 4:40 |
| 4. | „Live to Tell” Autor: Madonna Ciccone, Patrick Leonard Producent: Madonna, Patrick Leonard                                  | 5:52 |
| 5. | „Where's the Party” Autor: Madonna Ciccone, Stephen Bray, Patrick Leonard Producent: Madonna, Patrick Leonard, Stephen Bray | 4:21 |
| 6. | „True Blue” Autor: Madonna Ciccone, Stephen Bray Producent: Madonna, Stephen Bray                                           | 4:18 |
| 7. | „La Isla Bonita” Autor: Madonna Ciccone, Patrick Leonard, Bruce Gaitsch Producent: Madonna, Patrick Leonard                 | 4:02 |
| 8. | „Jimmy, Jimmy” Autor: Madonna Ciccone, Stephen Bray Producent: Madonna, Stephen Bray                                        | 3:55 |
| 9. | „Love Makes the World Go Round” Autor: Madonna Ciccone, Patrick Leonard Producent: Madonna, Patrick Leonard                 | 4:35 |

### Utwory bonusowe
|     | zremasterowana płyta kompaktowa |      |
| #   | Tytuł | Czas |
| --- | --- | ---- |
| 10. | „True Blue (The Color Mix)” Autor: Madonna Ciccone, Stephen Bray Producent: Madonna, Stephen Bray Producent remiksu: Shep Pettibone                             | 6:39 |
| 11. | „La Isla Bonita (Extended Remix)” Autor: Madonna Ciccone, Patrick Leonard, Bruce Gaitsch Producent: Madonna, Patrick Leonard Producent remiksu: Chris Lord-Alge | 5:25 |

## Muzycy
- Madonna – śpiew, wokal wspierający
- Siedah Garrett – wokal wspierający
- Edie Lehmann – wokal wspierający
- Kiethan Carter – wokal wspierający (w „White Heat”)
- Jackie Jackson – wokal wspierający (w „White Heat”)
- Richard Marx – wokal wspierający (w „White Heat”)
- Dave Boroff – saksofon
- Stephen Bray – keyboard, perkusja, automat perkusyjny
- Paulinho Da Costa – perkusja (w „Open Your Heart”, „La Isla Bonita” i „Love Makes the World Go Round”)
- Bruce Gaitsch – gitara, gitara elektryczna, gitara rytmiczna
- Dann Huff – gitara (w „Where's the Party”)
- Paul Jackson Jr. – gitara (w „White Heat” i „Love Makes the World Go Round”)
- Patrick Leonard – keyboard, perkusja, automat perkusyjny
- Bill Meyers – aranżacja sekcji smyczkowej
- Jonathan Moffett – perkusja, wokal wspierający (w „White Heat”)
- John Putnam – gitara akustyczna (w „Papa Don’t Preach”)
- David Williams – gitara (w „Open Your Heart”), gitara rytmiczna (w „Papa Don’t Preach”), wokal wspierający (w „White Heat”)
- Fred Zarr – keyboard (w „Papa Don’t Preach”, „True Blue” i „Jimmy, Jimmy”)

## Produkcja
- Madonna – producent muzyczny
- Stephen Bray – producent muzyczny
- Patrick Leonard – producent muzyczny
- Michael Verdick – inżynier dźwięku, inżynier miksu
- Michael Hutchinson – inżynier overdubbingu (w „Jimmy, Jimmy”)
- Dan Nebenzal – asystent inżyniera miksu
- Ted Jensen – mastering wersji z 2001 roku
- Jeffrey Kent Ayeroff – dyrektor artystyczny
- Jeri McManus – dyrektor artystyczny
- Herb Ritts – fotograf

## Certyfikaty i sprzedaż
| Kraj              | Certyfikat          | Sprzedaż  |
| ----------------- | ------------------- | --------- |
| Australia         | 4 x platynowa płyta | 280 000   |
| Austria           | —                   | 50 000    |
| Belgia            | 2 x platynowa płyta | 100 000   |
| Brazylia          | diamentowa płyta    | 1 000 000 |
| Czechy            | —                   | 10 000    |
| Dania             | —                   | 40 000    |
| Finlandia         | platynowa płyta     | 54 000    |
| Francja           | diamentowa płyta    | 1 400 000 |
| Grecja            | —                   | 40 000    |
| Hiszpania         | 3 x platynowa płyta | 320 000   |
| Holandia          | platynowa płyta     | 100 000   |
| Irlandia          | —                   | 100 000   |
| Japonia           | 2 x platynowa płyta | 720 000   |
| Kanada            | diamentowa płyta    | 1 000 000 |
| Meksyk            | diamentowa płyta    | 850 000   |
| Niemcy            | 2 x platynowa płyta | 1 400 000 |
| Norwegia          | —                   | 20 000    |
| Nowa Zelandia     | platynowa płyta     | 20 000    |
| Portugalia        | 2 x platynowa płyta | 160 000   |
| Singapur          | 5 x platynowa płyta | 75 000    |
| Stany Zjednoczone | 8 x platynowa płyta | 8 000 000 |
| Szwajcaria        | —                   | 100 000   |
| Szwecja           | —                   | 50 000    |
| Wielka Brytania   | 7 x platynowa płyta | 2 100 000 |
| Włochy            | diamentowa płyta    | 1 300 000 |

## Single
| #  | Tytuł             | Data wydania     | [ 7 ]            | Unia Europejska | [ 8 ]            | Polska |
| -- | ----------------- | ---------------- | ---------------- | --------------- | ---------------- | ------ |
| 1. | Live to Tell      | marzec 1986      | # 1              | # ?             | # 2              | —      |
| 2. | Papa Don’t Preach | czerwiec 1986    | # 1 (2 tygodnie) | # ?             | # 1 (3 tygodnie) | —      |
| 3. | True Blue         | październik 1986 | # 3 (3 tygodnie) | # ?             | # 1              | —      |
| 4. | Open Your Heart   | listopad 1986    | # 1              | # ?             | # 4 (3 tygodnie) | —      |
| 5. | La Isla Bonita    | luty 1987        | # 4 (3 tygodnie) | # ?             | # 1 (2 tygodnie) | —      |